# Wünnewil-Flamatt
Wünnewil-Flamatt é uma comuna da Suíça, no Cantão Friburgo, com cerca de 5.011 habitantes. Estende-se por uma área de 13,21 km², de densidade populacional de 379 hab/km². Confina com as seguintes comunas: Bösingen, Neuenegg (BE), Sankt Antoni, Schmitten, Ueberstorf.
A língua oficial nesta comuna é o Alemão.